# Райсвілл (Теннессі)
Райсвілл (англ. Riceville) — переписна місцевість (CDP) в США, в окрузі Макмінн штату Теннессі. Населення — 688 осіб (2020).

## Географія
Райсвілл розташований за координатами 35°23′22″ пн. ш. 84°41′56″ зх. д. / 35.38944° пн. ш. 84.69889° зх. д. (35.389475, -84.698855).  За даними Бюро перепису населення США в 2010 році переписна місцевість мала площу 5,64 км², уся площа — суходіл.

## Демографія
Згідно з переписом 2010 року, у переписній місцевості мешкало 670 осіб у 268 домогосподарствах у складі 192 родин. Густота населення становила 119 осіб/км².  Було 300 помешкань (53/км²).
Расовий склад населення:
| - 93,0 % — білих - 2,5 % — чорних або афроамериканців - 1,3 % — азіатів - 0,1 % — корінних американців - 1,3 % — осіб інших рас |

До двох чи більше рас належало 1,6 %. Частка іспаномовних становила 1,6 % від усіх жителів.
За віковим діапазоном населення розподілялося таким чином: 23,4 % — особи молодші 18 років, 63,0 % — особи у віці 18—64 років, 13,6 % — особи у віці 65 років та старші. Медіана віку мешканця становила 39,7 року. На 100 осіб жіночої статі у переписній місцевості припадало 103,6 чоловіків;  на 100 жінок у віці від 18 років та старших — 97,3 чоловіків також старших 18 років.
Середній дохід на одне домашнє господарство  становив 45 285 доларів США (медіана — 36 827), а середній дохід на одну сім'ю — 57 453 долари (медіана — 49 650). За межею бідності перебувало 4,2 % осіб, у тому числі 16,5 % дітей у віці до 18 років та 0,0 % осіб у віці 65 років та старших.
Цивільне працевлаштоване населення становило 271 особа. Основні галузі зайнятості: виробництво — 20,7 %, освіта, охорона здоров'я та соціальна допомога — 18,8 %, фінанси, страхування та нерухомість — 13,7 %, мистецтво, розваги та відпочинок — 12,2 %.